# Campeonato Paulista de Futebol Feminino de 1987
O Campeonato Paulista de Futebol Feminino de 1987 foi a 4.ª edição deste campeonato. A equipe do Juventus foi a campeã do torneio após vencer a Ferroviária nas finais.

## Final
Ida
| 6 de dezembro | Juventus-SP | 2 - 0 | Ferroviária |  |
|               |             |       |             |  |

Volta
| 13 de dezembro | Ferroviária | 1 - 1 | Juventus-SP |  |
|                | Vera        |       | Márcia      |  |

## Premiação
| Campeonato Paulista de Futebol Feminino 1987 |
| -------------------------------------------- |
| Juventus Campeão (4° título)                 |